# Gertrude Liebhart
Gertrude Liebhart (ur. 28 października 1928 w Langenzersdorf, zm. w 2008) – austriacka kajakarka. Srebrna medalistka olimpijska z Helsinek.
Zawody w 1952 były jej jedynymi igrzyskami olimpijskimi. Srebrny medal zdobyła w kajakowych jedynkach na dystansie 500 metrów, wyprzedziła ją jedynie  Finka Sylvi Saimo. Była dwukrotnie medalistką mistrzostw świata – zdobyła srebro w kajakowej dwójce na dystansie 500 metrów w 1950 i brąz w tej samej konkurencji w 1948. Podczas obu startów partnerowała jej Fritzi Schwingl.